# Szudán a 2004. évi nyári olimpiai játékokon
Szudán a görögországi Athénban megrendezett 2004. évi nyári olimpiai játékok egyik részt vevő nemzete volt. Az országot az olimpián 1 sportágban 5 sportoló képviselte, akik érmet nem szereztek.

## Atlétika
Férfi
| Versenyző                | Versenyszám | Előfutam | Előfutam | Előfutam | Negyeddöntő | Negyeddöntő | Negyeddöntő | Elődöntő | Elődöntő | Elődöntő | Döntő   | Döntő    |
| Versenyző                | Versenyszám | Idő      | Hely.    | Össz.    | Idő         | Hely.       | Össz.       | Idő      | Hely.    | Össz.    | Idő     | Helyezés |
| ------------------------ | ----------- | -------- | -------- | -------- | ----------- | ----------- | ----------- | -------- | -------- | -------- | ------- | -------- |
| Nagm ed-Dín Ali Abu Bakr | 400 m       | 46,32    | 6.       | 38.      |             |             |             | kiesett  | kiesett  | kiesett  | kiesett | kiesett  |
| Iszmáíl Ahmed Iszmáíl    | 800 m       | 1:45,17  | 2.       | 3.       |             |             |             | 1:45,45  | 2.       | 6.       | 1:52,49 | 8.       |
| Todd Matthews Jouda      | 110 m gát   | 13,47    | 4.       | 19.*     | 13,77       | 4.          | 26.         | kiesett  | kiesett  | kiesett  | kiesett | kiesett  |

Női
| Versenyző     | Versenyszám | Selejtező | Selejtező | Döntő    | Döntő    |
| Versenyző     | Versenyszám | Eredmény  | Helyezés  | Eredmény | Helyezés |
| ------------- | ----------- | --------- | --------- | -------- | -------- |
| Yamilé Aldama | Hármasugrás | 14,80 m   | 3.        | 14,99 m  | 5.       |

Nem indult
- Peter Roko Ashak

* - két másik versenyzővel azonos időt ért el